# Oulouïoul
L'Oulouïoul (en russe : Улуюл) est une rivière de Russie qui coule dans la partie sud-est de la plaine de Sibérie occidentale, dans l'oblast de Tomsk. C'est un affluent du Tchoulym en rive droite, donc un sous-affluent de l'Ob.

## Géographie
La longueur de l'Oulouïoul est de 411 kilomètres et son bassin versant s'étend sur 8 450 kilomètres carrés.
Son débit inter annuel moyen est de 43,9 m3/s à 70 km de sa confluence avec le Tchoulym
La rivière prend sa source dans la taïga recouvrant l'est de la grande plaine de Sibérie occidentale, dans la partie orientale de l'oblast de Tomsk, qu'elle traverse ensuite en direction de l'ouest.
Elle se jette dans le Tchoulym en rive droite à Oust-Ioul, 25 kilomètres en amont de la petite ville de Batourino.  
L'Oulouïoul est pris par les glaces à partir de la seconde quinzaine du mois d'octobre ou de la première quinzaine du mois de novembre, et ce jusqu'à la fin du mois d'avril ou au début du mois de mai.

## Hydrométrie - Les débits mensuels à Argat-Ioul
Le débit de la rivière a été observé pendant 46 ans (durant la période 1937-2000) à Argat-Ioul, petite localité située à 70 kilomètres en amont de son confluent avec le Tchoulym. 
Le débit inter annuel moyen ou module observé à Argat-Ioul durant cette période était de 43,9 m3/s pour une surface de drainage de 7 720 km2, soit plus ou moins 92 % du bassin versant de la rivière qui en fait 8 450. La lame d'eau écoulée dans ce bassin versant se monte ainsi à 180 millimètres par an, ce qui doit être considéré comme modérément élevé dans le cadre sibérien.
Rivière alimentée en partie par la fonte des neiges, l'Oulouïoul est un cours d'eau de régime nivo-pluvial. 
Les hautes eaux se déroulent au printemps, aux mois de mai et juin, ce qui correspond au dégel et à la fonte des neiges de son bassin. Dès le mois de juillet, le débit s'effondre, mais reste assez soutenu tout au long du reste de l'été et de l'automne. Un petit rebond, de très faible ampleur, a même lieu au mois d'octobre et est lié aux précipitations automnales.
Dès le mois de novembre, le débit de la rivière baisse à nouveau, ce qui mène à la période des basses eaux. Celle-ci a lieu de décembre à avril inclus. 
Le débit moyen mensuel observé en mars (minimum d'étiage) est de 14,1 m3/s, soit 7,5 % du débit moyen du mois de mai, maximum de l'année (196 m3/s), ce qui montre l'amplitude, assez moyenne pour la Sibérie, des variations saisonnières. Sur la durée d'observation de 46 ans, le débit mensuel minimal a été de 6,46 m3/s en mars 1996, tandis que le débit mensuel maximal s'élevait à 377 m3/s en mai 1973. Un débit mensuel inférieur à 10 m3/s est fort rare.
En considérant la seule période estivale, libre de glaces (de mai à septembre inclus), le débit mensuel minimal observé a été de 15,5 m3/s en août 1982, ce qui restait fort appréciable.